# Beatriz Hevia
Beatriz Isabel Hevia Willer (Osorno, 30 de octubre de 1992) es una abogada y política chilena, militante del Partido Republicano de Chile. Se desempeñó como presidenta del Consejo Constitucional, organismo que se encargó de escribir la Propuesta de Constitución Política de la República de Chile de 2023, desde el 7 de junio al 7 de noviembre.

## Biografía
Nació en Osorno en 1992, siendo hija de Gerardo Hevia Hott, y Loreto Willer Ellwanger, ambos de origen inmigrante alemán. Su familia se encuentra vinculada a la industria ganadera y agrícola en el sur del país.
Realizó sus estudios escolares en el Instituto Alemán de Osorno. Estudió Derecho en la Universidad de los Andes, cursando luego un diplomado en libre competencia en la Universidad Católica.
Comenzó su carrera política como coordinadora de jóvenes en la campaña presidencial de José Antonio Kast en 2017. Tras la elección, continuó trabajando con Kast en la formación del movimiento Acción Republicana. En 2018 comenzó a trabajar como asesora legislativa del diputado Harry Jürgensen Rundshagen. En enero de 2021 pasó a ser asesora legislativa del Ministerio de Economía, encabezado entonces por Lucas Palacios.
En las elecciones de consejeros constitucionales de 2023, Hevia se presentó al Consejo Constitucional por la Región de Los Lagos y obtuvo un 23,30% de los votos, siendo la consejera constitucional con el mayor porcentaje de votos por circunscripción del país.
El 7 de junio de 2023 asumió como presidenta del Consejo Constitucional, tras obtener 33 votos a favor. En el discurso de asunción de su cargo, señalo que a su parecer Chile no se encontraba bien; "[...] doy fe de la crisis profunda que vive nuestro país, una crisis política, económica, pero por sobre todo social [...] a esta crisis integral la antecede una profunda crisis moral". Dicho discurso fue criticado por el espectro político. En el discurso de cierre, en noviembre, reiteró la existencia de una crisis moral y social,además de señalar que los verdaderos chilenos apoyarían el cierre del proceso constitucional.Ante nuevas críticas a su discurso, señalo que se trataba a una cita del diario La bandera Tricolor, sobre el trabajo de la Gran Convención que dio vida a la Constitución Chilena de 1833.

## Pensamiento político
Se ha manifestado públicamente con los principios y valores cercanos al conservadurismo social, aseverando que Chile vive una "crisis profunda política, económica y social que le antecede una crisis moral". Como activista provida, se ha manifestado públicamente contraria al aborto libre  y durante el estallido social realizó duras críticas a lo que a su juicio, era una "justificación de la violencia" el actuar de vandalismo de los encapuchados. Pese a no autodefinirse como pinochetista al esgrimir que nació en 1992, es decir, dos años después del término de la dictadura militar, reconociendo a su vez las violaciones a los derechos humanos cometidas durante aquella época, también reconoce a lo que ella atribuye como "logros" de la gestión de los militares en materia social y económica entre 1973 y 1990.

## Vida personal
Está casada con el agrónomo chileno Martín Barros Campino (1985), con quien contrajo matrimonio civil el 2 de marzo de 2023, para luego celebrar la boda religiosa siguiendo dos ritos: el católico de su marido y el luterano profesado por ella.